# 林直勉

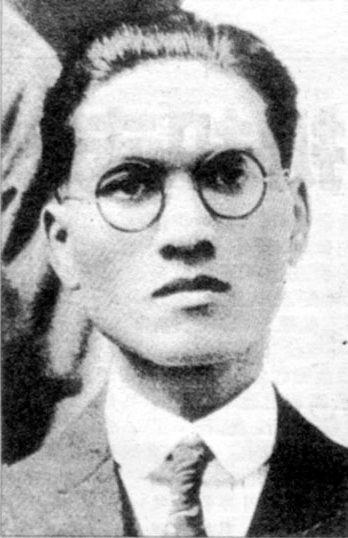
林直勉

林直勉（1888年—1934年11月12日），原名培光，字紹軒，晚号鲁直。在与朋友的通信中，曾落款林畲、林虞、林愚。廣東東莞石龍人。中国民主革命家，中华民国政治人物、书法家。

## 生平

### 辛亥革命
林直勉生于一个殷实家庭。林直勉家祖籍广东增城，曾祖父林福成自增城迁居博罗石湾经营小生意，后来又迁居东莞石龙镇西禄元，开设了一家“林荣昌”藤铺。林福成生子林玉生、林润金。林玉生生两子林杰臣、林星池（林直勉之父）。
林直勉早年和好友李文甫、黄侠毅等人经常读东京的《民报》、香港的《中国日报》等进步报刊，受孙中山影响很大。他们经常在莞城（即东莞）与石龙之间往来，发动民众。他们还共同创办了《东莞旬报》，鼓吹民主革命，并创建了“织染全习所”、“振武神社”、“‘醒天梦’剧社”。
1905年9月，《时事画报》在广州创办。发起人为高卓廷，编辑人为潘达微、高敛文、何剑士、陈垣等人。该报大胆揭露清朝专制统治及帝国主义侵略图谋，清朝官员对此十分恼怒。1906年4月14日，南海县知县诬称该报刊登的《官场之美人局》一则与事实不符，判令罚款。《时事画报》大约在1907年冬停刊。1908年秋，谢英伯、潘达微等人获得林直勉的资助，重组《时事画报》，于1909年在香港复刊。
1910年春，林直勉得知孙中山的助手胡汉民在香港从事革命，便赴香港投奔胡汉民，加入中国同盟会。
1910年秋，中国同盟会策动广州新军起义，林直勉负责筹饷。林直勉变卖了所有家产，充作革命经费。他还和妻子叶桂联租下了广州高第街宜安里的一所房子，作为革命机关，策动广州新军起义的文件存放在此。此次起义失败后，中国同盟会人员随即撤往香港。中国同盟会总结了起义失败的教训，决定培训革命骨干。林直勉亲任义务教员。
1911年3月，黄花岗起义前夕，林直勉和同乡李文甫在广州的一个作坊以开米店作为掩护，在其中贮藏了军械及火药，并当作起义的先锋队集合地点。黄花岗起义前20天，林直勉赴上海购买武器，办完后返回广州。但起义因准备不足而推迟。林直勉乃赴香港整理有关事务，组织人员充实此次起义的力量。1911年3月28日，林直勉自香港回到广州。当天下午，林直勉来到始平书院询问起义的具体时间，方才得知起义再次延期。随后，因起义被清兵发觉，不得不提前举行，但很快失败。清政府四处搜捕革命党人。林直勉躲藏在沙面的一间洋服店内，假充该店工人，终于获得掩护脱险。
1911年9月，林直勉来到香山县前山（今属珠海市）策动新军起义，最终促成了广东独立。
1911年10月10日，武昌起义爆发。林直勉带炸弹赴上海，与陈英士等人密谋炸死清军将领，但因为失去机会而不得不回广东。1911年底，在林直勉的感召之下，广东新军参加北伐，直驱南京。1912年1月1日，中华民国成立，孙中山在南京成立中华民国临时政府，并任临时大总统。林直勉奉命赴武汉与黄兴联系，准备继续北伐。

### 二次革命
清帝逊位之后，袁世凯继任临时大总统，孙中山辞去临时大总统之职。此后，林直勉返回广东，领导东莞明伦堂。1913年二次革命，龙济光奉袁世凯之命率部入广东，广东都督陈炯明出走，林直勉等人率部在越秀山抗击龙军失败，撤出广州。随后，林直勉赴日本，帮助孙中山组织中华革命党。
1914年9月，林直勉潜入广州湾（今湛江）策划讨伐龙济光，被龙济光电告广州法租界当局逮捕，押往越南河内的监狱。1915年9月获释。获释后，林直勉同邓泽如等人赴马来西亚筹款，支持孙中山的革命。1916年，林直勉参加了孙中山领导的中华革命军在广东举行的东江起义。

### 广州护法
1917年，护法军政府在广州成立，林直勉任孙中山的秘书。1918年，桂系操纵改组了护法军政府，林直勉乃随孙中山离开广州赴上海。1919年，林直勉奉命赴美洲整理中国国民党党务，后来当选为中国国民党三藩市支部总干事。林直勉先后赴美国、墨西哥等国港口，组织了中国国民党美洲华侨分部一百余个。1920年，孙中山领导的中国国民党军部返回广东，急需军饷。林直勉筹得巨款，保证了军饷所需。不久，林直勉辞职回国。
1921年4月7日，国会议员应孙中山、唐继尧之邀在广州举行非常会议，选举孙中山为中华民国非常大总统。林直勉被任命为大总统秘书，后来兼任广东广西电政监督。 

### 六一六事变
1922年5月，第一次直奉战争爆发，孙中山趁机下令再度北伐。据载，孙中山将全部军队调往前线，就连总统府卫队一个营也上了前线。总统府仅留卫士队六、七十人防守。陈炯明反对北伐，辞去了北伐的一切职务，仅留任陆军总长，并要求部下叶举进驻广州市区。叶举架设了很多军用电话，引起担任电政监督的林直勉的怀疑。林直勉获悉陈炯明密谋围攻总统府，在乱中枪杀孙中山，嫁祸于一、两名下级军官，随后通电全国以夺位。获知确切消息后，林直勉请孙中山尽快离开住所，但孙中山不肯离去。林直勉、林树巍等人遂强行让孙中山离开了住所。
次日凌晨3时，陈炯明下属的叶举部4000人围攻并炮轰总统府，六一六事变爆发。陈炯明的军队在广州街上戒严，林直勉让曾经行医的孙中山扮作医生，林直勉以自己母亲患病需看医生为由，说服了陈炯明部的岗哨，使孙中山脱险并登上楚豫舰，后转往永丰舰。
1922年10月，林直勉、邓泽如、古应芬、林树巍、李文范等人在香港设“讨陈驻港办事处”，策划讨伐陈炯明。

### 刺廖疑云
1923年1月，陈炯明失败撤出广州，胡汉民出任广东省省长，林直勉任广东省政府秘书长。1923年11月，林直勉又出任中国国民党临时中央执行委员会候补委员。
1924年6月，林直勉担任陆海军大元帅大本营秘书，后来又兼任粤汉铁路督办。1924年11月，又兼任陆海军大元帅大本营会计司司长。
1924年，中国国民党改组。林直勉反对国共合作，成了中国国民党右派中的活跃人士，曾与邓泽如联名上书孙中山反对改组。
1925年8月20日上午，廖仲恺在惠州会馆门前遭枪击，当场身亡。当天，中国国民党中央执行委员会、国民政府委员会、国民政府军事委员会召开联席会议，决议特派汪精卫、许崇智、蒋介石组织特别委员会，授以政治、军事、警察全权，负责处理廖案。
1925年8月25日，国民政府下命令设审理廖案特别法庭。根据调查审讯，认定刺杀廖仲恺的主使为朱卓文、胡毅生、魏邦平、梁鸿楷、林直勉等人，胡汉民、许崇智涉嫌。国民政府发布了对朱卓文、胡毅生、林直勉的通缉令，但警察最终只捉到林直勉一个人。林直勉被捕后坚决不承认自己与暗杀廖仲恺事件有任何关系，他说：“我反对廖先生不假，但从来就不想用暗杀手段倒廖，与廖案也没有任何关系。”
林直勉曾被送上一个特别法庭接受审讯。据林祥所撰的文章记载：“因其（指林直勉）地位高，并且有关国策问题，非普通法庭可以审问，国民政府特组织一个特别法庭审讯之，地点在粤军总部，以朱培德、谭延闿、李烈钧为法官，朱培德为审判长，以宪兵营长为护庭法警。” 此位宪兵营长便是林祥。林祥称，林直勉在法庭上陈述其反对容共的主张时，遭朱培德驳斥。后来，林直勉被囚禁在虎门炮台。1927年春，获陈铭枢、吴稚晖、邓泽如营救，林直勉被释放。中国国民党广州市党部设宴欢迎林直勉出狱时，称他是“忠诚的国民党同志”。

### 积极反蒋
1931年，胡汉民遭蒋介石囚禁，广州召开了反蒋介石的“非常会议”，成立了同南京国民政府抗衡的广州国民政府，林直勉积极参与其事。1931年九一八事变后，宁粤合作，林直勉在粤方召开的中国国民党第四次全国代表大会上当选为候补中央监察委员，并且担任中国国民党广东省党部委员，继续坚持反对蒋介石的立场。他曾和李是男等发出《促蒋下野电》，痛批蒋介石祸国殃民，纵容日本蹂躏东三省。
1934年11月12日，林直勉因肺病逝世（一说病逝于1935年）。

## 书法
林直勉在黄埔军校时，在一次书画展上结识了冯康侯、蔡守，他们成了林直勉最好的朋友。林直勉长期担任治河委员会会长期间，因资金匮乏，实际相当于“赋闲在家”。林直勉和冯康侯、卢子枢、吴子复、陈兼善等爱好书法的朋友，几乎每周都赴梅花村的“林公馆”举办“临池会”。林直勉的隶书集诸家之长，既有伊秉绶之刚劲，又有何绍基之柔美。吴昌硕见其书法后称，“不敢作隶书矣。”简经纶称，“林公在日不敢问隶。”
吴瑾在《翰墨东莞》中的《论林直勉书法艺术》一文中称：“林的书法生涯合共仅得廿年左右，除去奔走革命和晚年疾病，专注于书艺的时间更少”。其书法作品“大致作于1917年至1931年之间，尤以后七八年为多。不到十年时间，林氏所涉猎的汉魏晋唐碑帖达20种之多，有：礼器碑、石门颂、封龙山颂、郙阁颂、张迁碑、祀三公山碑、校官碑、西狭颂、衡方碑、杨淮表纪、樊敏碑、武梁祠画像题字、石门铭、爨龙颜、爨宝子、泰山金刚经、钟繇、出师颂、信行禅师碑等。这些作品或临碑文，或书集联，以其上自述的几个汉隶碑刻写得最精妙。林氏在当时有‘临碑直勉’之称，其取法汉魏，广纳博采的学书门径是有其独特性的。”

## 家庭
- 曾祖父：林福成。生子林玉生、林润金。[2]
- 祖父：林玉生。生两子林杰臣、林星池。[2]
- 父：林星池[2]
- 堂弟：林克明，建筑学家，是林杰臣之子。[2]
- 妻：叶桂联，二人育有三子两女。